# Granta Parey
La Granta Parey (pron. frp. AFI: [ɡʁanta paʁɛj]; 3.387 m s.l.m.) è una montagna delle Alpi Graie. Si trova al fondo della Val di Rhêmes poco distante dal confine con la Francia.

## Origine del nome
Il toponimo significa "grande parete" in patois valdostano. È la stessa etimologia del vicino Gran Paradiso.

## Descrizione

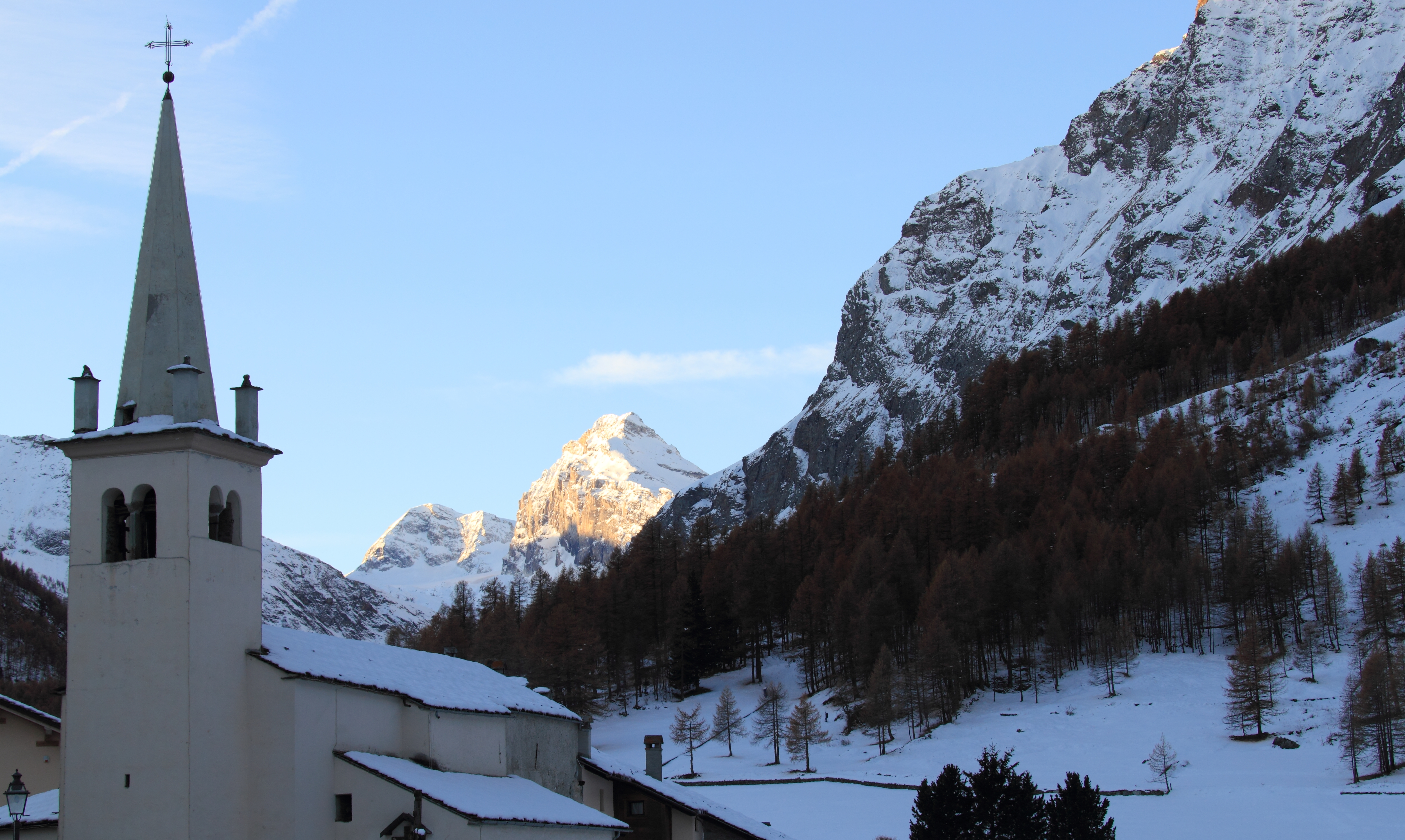
Vista da Bruil, capoluogo di Rhêmes-Notre-Dame.

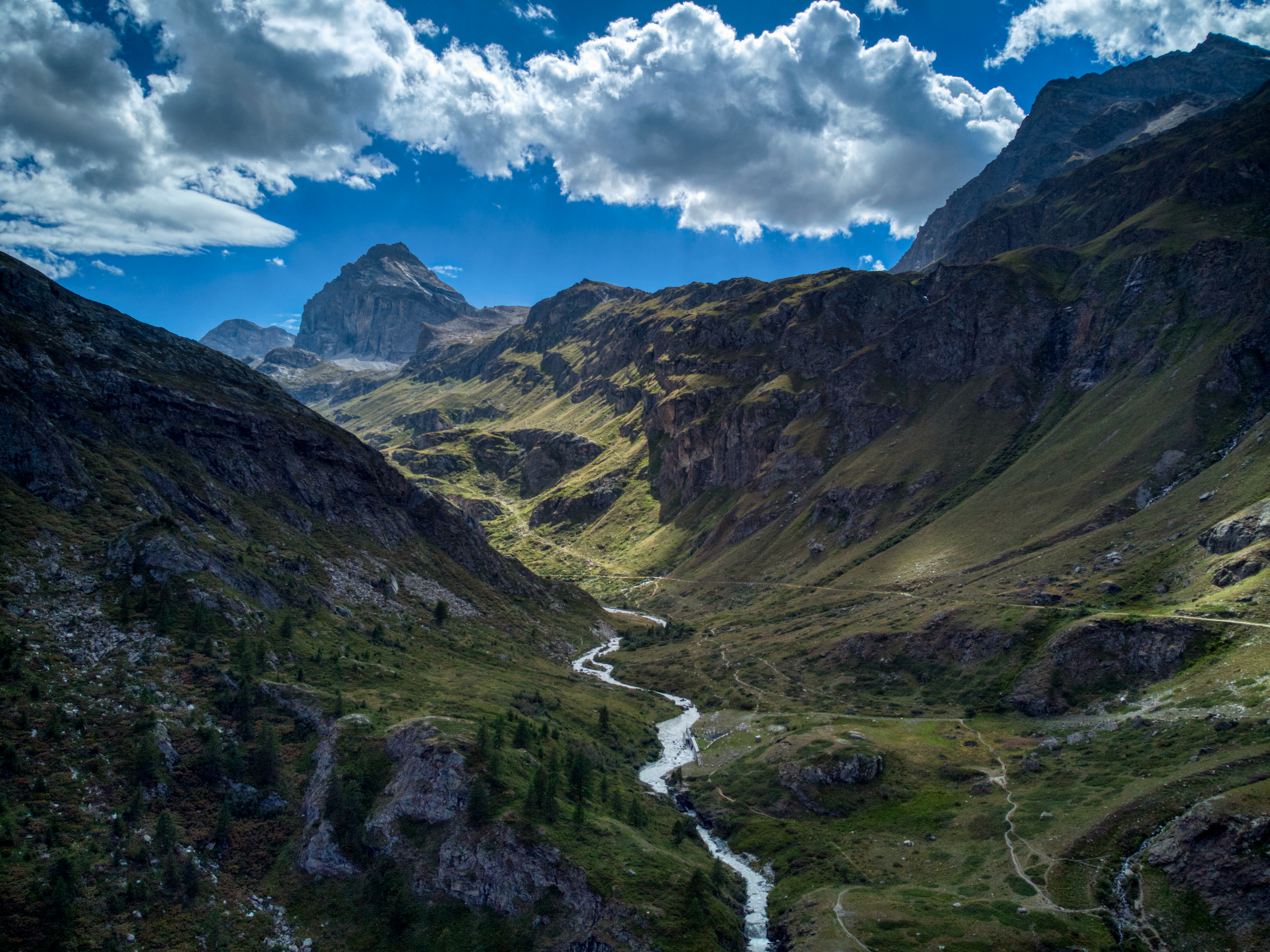
Veduta dell'alta val di Rhêmes e della Granta Parey, di cui questa vetta è il simbolo (estate 2023).

La montagna è costituita da rocce sedimentarie (calcare e dolomia), caratteristiche per il loro colore biancastro. Per la sua conformazione e per la sua posizione, è ritenuta la montagna simbolo della val di Rhêmes.

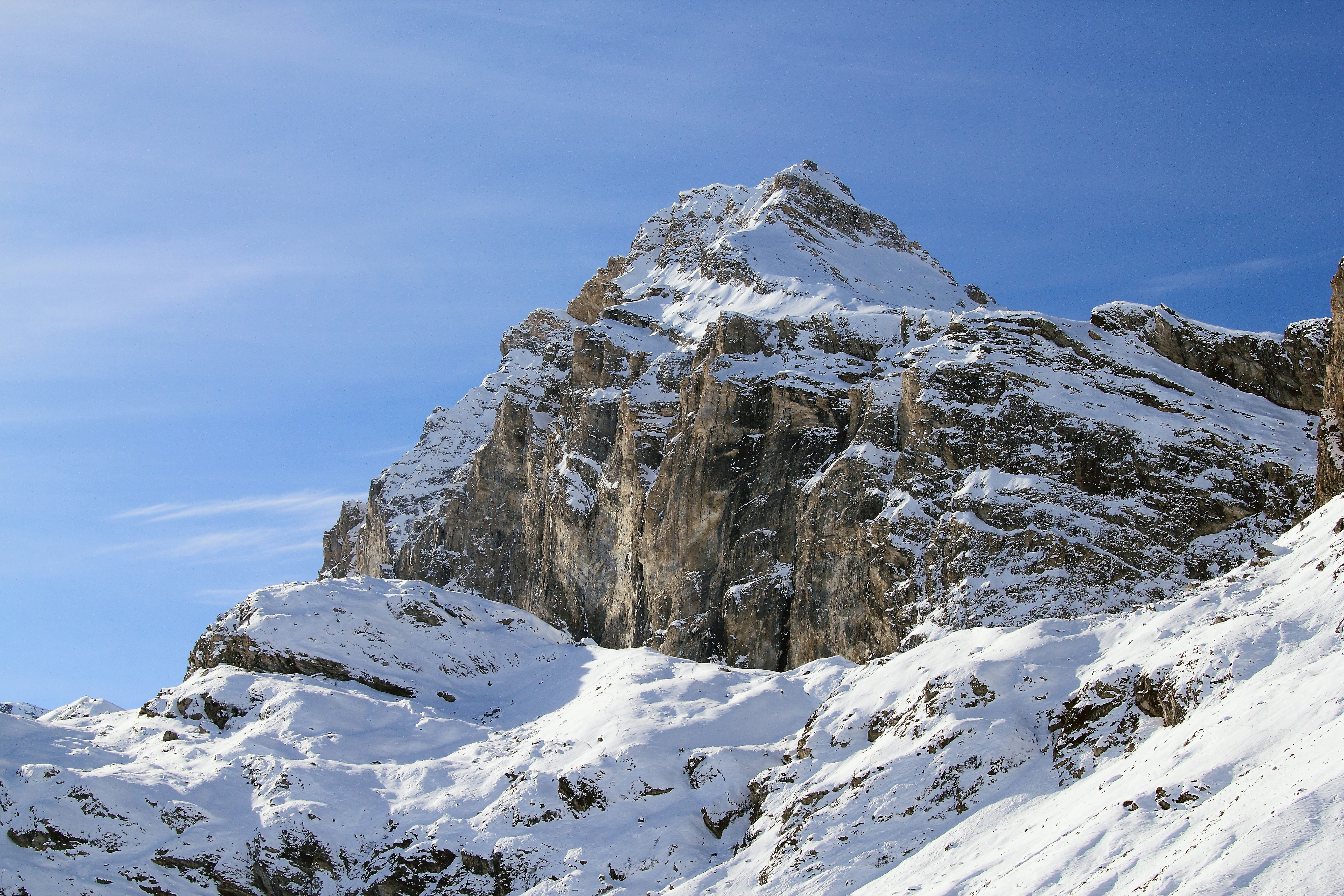
Il versante verso la Val di Rhêmes

## Storia
La montagna fu salita per la prima volta il 22 agosto 1863 da Nichols Blanford e Rowsell accompagnati dalle guide Favret e Jacob; il gruppo raggiunse la cima passando non per l'attuale via normale, ma per lo spigolo nord-occidentale della vetta.

## Salita alla vetta
Si può salire sulla vetta partendo dal rifugio Gian Federico Benevolo (2.285 m). La via normale di salita si sviluppa sul versante occidentale della montagna e presenta tratti di ghiaccio e neve alternati a brevi salti rocciosi. È considerata di una difficoltà alpinistica di tipo F.